# Vladislav Volkov
Vladislav Nikolayevich Volkov (em russo:  Владислав Николаевич Волков Moscou, 23 de novembro de  1935 – Espaço exterior, 30 de junho de 1971) foi um cosmonauta soviético que voou na Soyuz 7 e Soyuz 11. A segunda missão terminou de forma fatal. Volkov e os demais faleceram por asfixia na reentrada, sendo as únicas pessoas a falecerem no espaço exterior.

## Biografia
Volkov se formou no Instituto de Aviação de Moscou em 1959.
Após uma reentrada nominal na Soyuz 11, a cápsula foi aberta e os corpos dos três tripulantes foram encontrados. Foi descoberto que uma válvula havia sido aberta antes de saírem de órbita, o que possibilitou que o oxigênio da cápsula vazasse ao espaço, fazendo com que Volkov e seus companheiros falecessem de hipoxia enquanto a cápsula atravessava a atmosfera da Terra.
Volkov foi condecorado duas vezes como Herói da União Soviética (primeiro no dia 22 de outubro de 1969 e postumamente em 30 de junho de 1971). Ele também recebeu duas Ordens de Lenin e o título de Piloto-Cosmonauta da URSS. Suas cinzas foram enterradas na Necrópole do Kremlin.
O navio de pesquisa soviético Yeniseyles foi rebatizado como "Kosmonavt Vladislav Volkov" em sua memória em 1974. Uma variedade de tomate da Ucrânia foi batizada como Cosmonauta Volkov em sua homenagem por seu amigo, cientista espacial e jardineiro, Mikhailovich Maslov. Volkov é um cidadão honorário de Kaluga e Kirov.
Entre 1973 e 2015, o Pilotcosmonaut-Volkov-Award (posteriormente 'Volkov-Cup) foi dado para os melhores esportistas acrobatas e desde 2016 é chamada de Zolotov-Cup. Enquanto vivo, Volkov foi o primeiro presidente da Sociedade Soviética para Esportes Acrobáticos em 1970.
Em Russia in Space, Brian Harvey descreveu uma frota de navios de comunicação, ou "comships", usadas para rastrear as missões soviéticas. A frota incluía o navio Vladislav Volkov, construído na década de 1970. Após a dissolução da União Soviética, vários navios da frota ou foram vendidos para outros governos ou deixados seu uso.